# Den redliges bok
Den redliges bok, eller Jashers bok, är en gammal judisk skrift. Hänvisningar till boken görs på två ställen i Bibeln. I Andra Samuelsboken 1:18 står det att man skulle lära Juda barn "Bågsången", som var upptecknad i "Den redliges bok", och i Josua 10:13 står att läsa om när solen och månen stod stilla i Ajalons dal, att detta stod skrivet i "Den redliges bok". Boken är skriven på hebreiska och delar av boken är översatt till engelska under namnet: The Book of Jasher / The Book of the Just Man och innehåller 91 kapitel. En svensk översättning av de 10 första kapitlen släpptes år 2019 med titeln: Den redliges bok – Vol.1 Från Adam till Babels torn.